# Thyroscyphus
Thyroscyphus är ett släkte av nässeldjur. Thyroscyphus ingår i familjen Thyroscyphidae.
Kladogram enligt Catalogue of Life:
| Thyroscyphus | \| \| Thyroscyphus bedoti \| \| \| \| \| \| Thyroscyphus fruticosus \| \| \| \| \| \| Thyroscyphus intermedius \| \| \| \| \| \| Thyroscyphus longicaulis \| \| \| \| \| \| Thyroscyphus macrocyttarus \| \| \| \| \| \| Thyroscyphus ramosus \| \| \| \| \| \| Thyroscyphus scorpioides \| \| \| \| \| \| Thyroscyphus sibogae \| \| \| \| |
|              | \| \| Thyroscyphus bedoti \| \| \| \| \| \| Thyroscyphus fruticosus \| \| \| \| \| \| Thyroscyphus intermedius \| \| \| \| \| \| Thyroscyphus longicaulis \| \| \| \| \| \| Thyroscyphus macrocyttarus \| \| \| \| \| \| Thyroscyphus ramosus \| \| \| \| \| \| Thyroscyphus scorpioides \| \| \| \| \| \| Thyroscyphus sibogae \| \| \| \| |
|              | Cnidoscyphus |
|              | |
|              | Parascyphus |
|              | |
|              | Symmetroscyphus |
|              | |
|              | Thyroscyphoides |
|              | |
|              | Uniscyphus |
|              | |
|              | Thyroscyphus bedoti |
|              | |
|              | Thyroscyphus fruticosus |
|              | |
|              | Thyroscyphus intermedius |
|              | |
|              | Thyroscyphus longicaulis |
|              | |
|              | Thyroscyphus macrocyttarus |
|              | |
|              | Thyroscyphus ramosus |
|              | |
|              | Thyroscyphus scorpioides |
|              | |
|              | Thyroscyphus sibogae |
|              | |

|  | Thyroscyphus bedoti        |
|  |                            |
|  | Thyroscyphus fruticosus    |
|  |                            |
|  | Thyroscyphus intermedius   |
|  |                            |
|  | Thyroscyphus longicaulis   |
|  |                            |
|  | Thyroscyphus macrocyttarus |
|  |                            |
|  | Thyroscyphus ramosus       |
|  |                            |
|  | Thyroscyphus scorpioides   |
|  |                            |
|  | Thyroscyphus sibogae       |
|  |                            |